# Риу-ду-Сул
Риу-ду-Сул (порт. Rio do Sul) — муниципалитет в Бразилии, входит в штат Санта-Катарина. Составная часть мезорегиона Вали-ду-Итажаи. Входит в экономико-статистический  микрорегион Риу-ду-Сул. Население составляет 56 063 человека на 2006 год. Занимает площадь 258,401 км². Плотность населения — 217,0 чел./км².

## История
Город основан 15 апреля 1931 года.

## Статистика
- Валовой внутренний продукт на 2003 составляет 551 095 322,00 реалов (данные: Бразильский институт географии и статистики).
- Валовой внутренний продукт на душу населения на 2003 составляет 10 198,10 реалов (данные: Бразильский институт географии и статистики).
- Индекс развития человеческого потенциала на 2000 составляет 0,845 (данные: Программа развития ООН).

## География
Климат местности: умеренный.